# Antropología cultural
La antropología cultural es la rama de la antropología que centra su estudio en el conocimiento del ser humano por medio de su cultura, es decir, costumbres, mitos, creencias, normas y valores que guían y estandarizan su comportamiento como miembro de un grupo social. Guarda una diferencia con la antropología social, no solo por su origen (la antropología cultural nace en los Estados Unidos mientras que la social en la Gran Bretaña) sino también por las diferencias en su orientación epistemológica, pues la antropología cultural hace énfasis en la cultura mientras que la antropología social hace énfasis en la estructura social.
La antropología cultural parte de la siguiente premisa: "Los seres humanos somos animales sociales, pues vivimos dentro de grupos más o menos organizados, las sociedades humanas. Sus miembros comparten formas de pensamiento y comportamiento que, tomados en conjunto, constituyen su cultura".
Claude Lévi-Strauss, concibe la investigación antropológica en tres etapas: la primera etapa es la etnografía, que es la descripción de una cultura; la segunda etapa es la etnología, que es la comparación entre culturas; la tercera y última etapa es la antropología propiamente dicha, que es una síntesis en la que se crea una teoría de la cultura general aplicable a todas las sociedades humanas.[cita requerida]

## Los inicios
Beals, R y Hoijer, H, señalan que "La antropología es una de las ciencias que más tardíamente se han desarrollado porque (...) tiene que considerar al hombre y su cultura en todo lugar y todo tiempo. Mientras solo se conocía una pequeña porción del mundo y sus pueblos y culturas, no se podía desarrollar ninguna teoría científica general sobre el hombre Y en tanto que la mayoría de los hombres creía que nada había en la tierra más antiguo que el diluvio, la antropología no podía desenvolver los conceptos cronológicos adecuados".
Sin embargo la curiosidad del ser humano por otros seres humanos siempre ha estado presente y esta curiosidad sería la base de lo que sería la ciencia antropológica, siendo los griegos los primeros en hacer descripciones detalladas sobre otros pueblos contemporáneos a ellos:

En casi todas las sociedades humanas puede apreciarse un interés por el hombre y sus diferentes culturas. Entre los llamados pueblos primitivos, este interés se manifiesta en gran medida en sus leyendas y mitos en los que se trata la creación del hombre y en muchas ocasiones se describen aspectos del pasado de su cultura, como el hallazgo del fuego, la invención de herramientas y técnicas, o un largo periplo. Puede decirse que fue en la cultura griega donde surgió el interés real del hombre por el hombre y donde prácticamente se despertó la curiosidad por "los otros", como lo demuestran las descripciones hechas de sus pueblos vecinos. Así por ejemplo, Heródoto, que vivió en el siglo V a. de C., describió a los escitas y a los egipcios.Estas obras, con algunas otras, representan un intento de ocuparse del estudio del hombre y todo aquello que le rodea.
P. Navarro, Sociedades, Pueblos y Culturas

En la Edad Media, los diversos viajeros van a proporcionar información sobre los pueblos que visitan. Dos personajes célebres de este periodo son el italiano Marco Polo y el tunecino Ibn Khaldun, viajeros, quienes a través de sus escritos nos darán información sobre los diversos pueblos que visitaron, el primero sobre todo de los países de extremo oriente y el segundo del mundo árabe.
"Sin embargo no sería , hasta la época de los descubrimientos y exploraciones (a partir del siglo XV) cuando comienza a acumularse de forma importante un conjunto de informaciones, suministradas por marinos,exploradores, misioneros y soldados, sobre algunas de las culturas alejadas de la tradición greco-latina. Este cúmulo de información era en parte erróneo y casi siempre estaba incompleto, ya que los observadores mezclaban cuentos y tradiciones con las descripciones reales e interpretaban la realidad de la cultura observada sin desprenderse de los prejuicios. No obstante, todo el material recogido sirve para crear una base sobre la que más adelante se asentaría la ciencia antropológica, el estudio del hombre".
En el siglo XVIII, y de la mano de la Ilustración, la concepción eurocéntrica comenzaría a relajarse, al reconocerse otros pueblos como el chino o el japonés como también civilizados. De hecho, la sociedad y cultura china pasará a ser objeto de atención preferente, siendo admirada por su estabilidad, orden y antigüedad. En este mismo siglo comenzarán a escribirse los primeros tratados de antropología que trascienden el prejuicio. Generalmente, se reconoce en el escocés Lord Kames al fundador de la antropología social, al describir de manera razonada en su Historical Law Tracts y en su Sketches on the History of Man el surgimiento de las sociedades humanas asociándolo al creciente desarrollo económico y al cambio en los medios de producción, desde la sociedad de cazadores hasta la sociedad urbana y capitalista.
"Kames escribió un libro que pretendía ser una historia del hombre en su avance desde el salvajismo hasta la más alta civilización y el progreso. Aceptaba, como Montesquieu, que el clima influía en el carácter de los pueblos, pero creía en las diferencias raciales innatas. Daba una gran trascendencia a la propiedad privada como medida de progreso social.  Dio una original importancia al progreso de las mujeres como medida de avance social" 

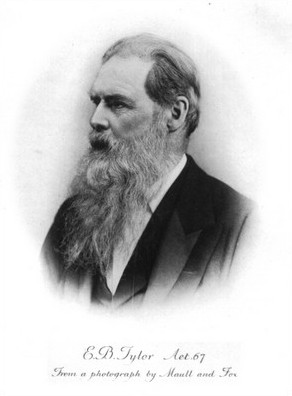
Edward Burnett Tylor

La antropología cultural, tal como se la conoce hoy en día, se originó en el siglo XIX, cuando estudiosos e historiadores buscaron por primera vez proporcionar una interpretación sistemática de los mitos, tradiciones y costumbres de los pueblos extra-europeos recopiladas por exploradores y misioneros; esta primera fase de la disciplina, desdeñosamente denominada "antropología de sillón" por las generaciones posteriores, estuvo caracterizada por la falta de contacto directo entre investigadores e investigados, y por la dedicación a problemáticas predominantemente de desarrollo evolutivo.
La concepción dominante en Occidente hasta el siglo XIX distinguía entre sociedades superiores y sociedades inferiores, esta clasificación estaba basada en el concepto de evolución aplicado al conjunto de las sociedades humanas agrupándolas en etapas jerárquicas: Salvajismo, Barbarie y Civilización. Así los estados de salvajismo (salvajes) y barbarie (bárbaros), eran aplicado a los pueblos periféricos que se consideraban primitivos —antes del desarrollo de la antropología científica se consideraba que vivían en "estado de naturaleza"—. La antropología cultural en un primer momento (la escuela evolucionista) estuvo de acuerdo con esta concepción jerárquica, con el tiempo a partir de un cambio de paradigma en la investigación de las culturas humanas, la antropología cultural dio un giro a sus postulados y en la actualidad sostiene, siguiendo el paradigma del relativismo cultural, que no existen pueblos intrínsecamente superiores e inferiores y que buena parte de las experiencias y conceptos considerados naturales o biológicamente dados son en realidad construcciones culturales que comprenden las reglas según las cuales se clasifica la experiencia, se reproduce esta clasificación en sistemas simbólicos y se conserva y difunde esta clasificación.
Los teóricos de esta primera generación —entre ellos James Frazer y Edward Burnett Tylor— se ocuparon del problema de la difusión de los elementos culturales, de los métodos de transmisión del contenido cultural y de la elaboración de soluciones alternativas a problemas tecnológicos comunes. En línea con la filosofía positivista dominante en la teoría de la ciencia de la época, el consenso disciplinario se inclinó por suponer que las diferentes culturas pasaban por una serie homóloga de etapas en su evolución, aún sin tener necesariamente contacto entre sí.

## Antecedentes contemporáneos

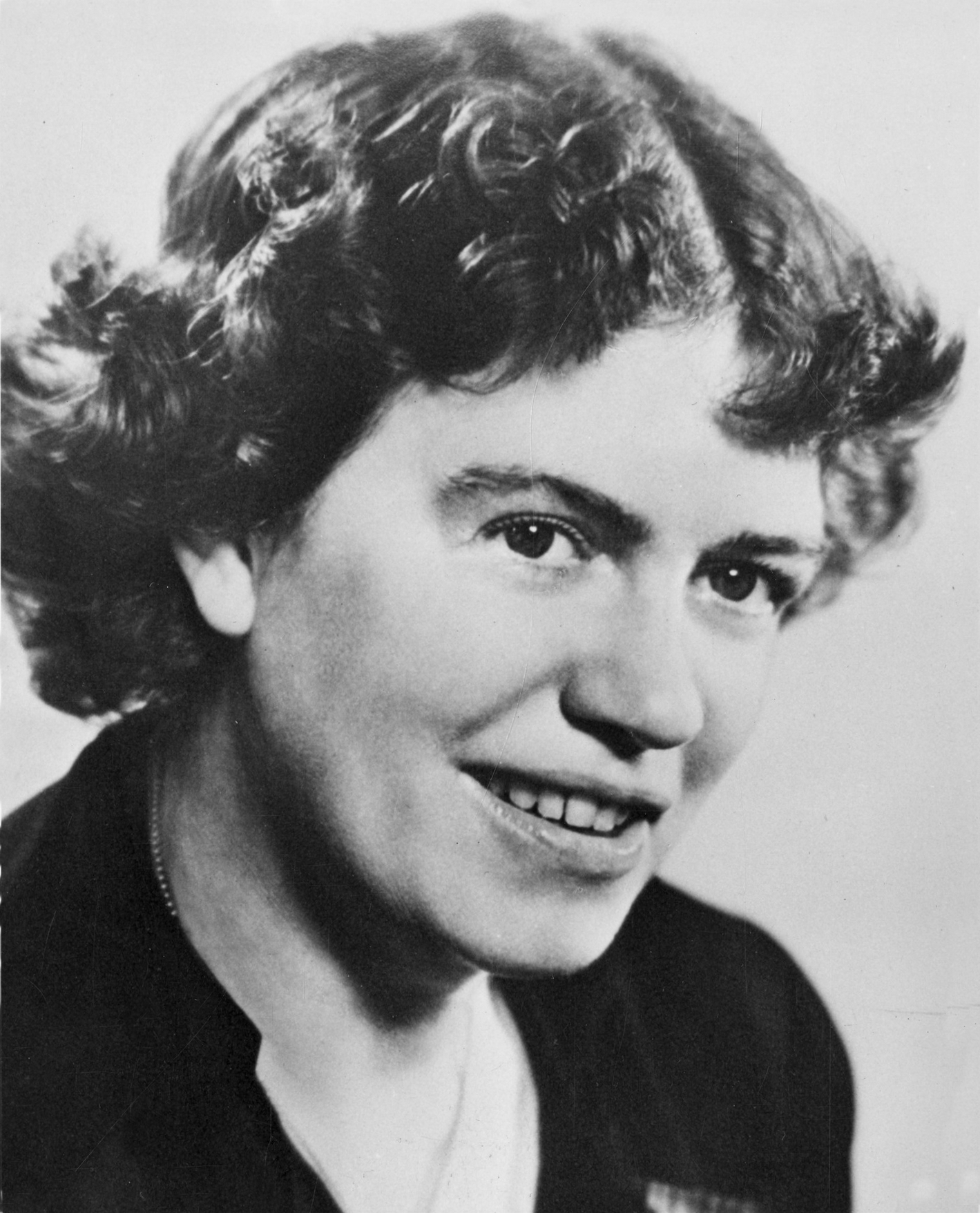
Margaret Mead (1901–1978)

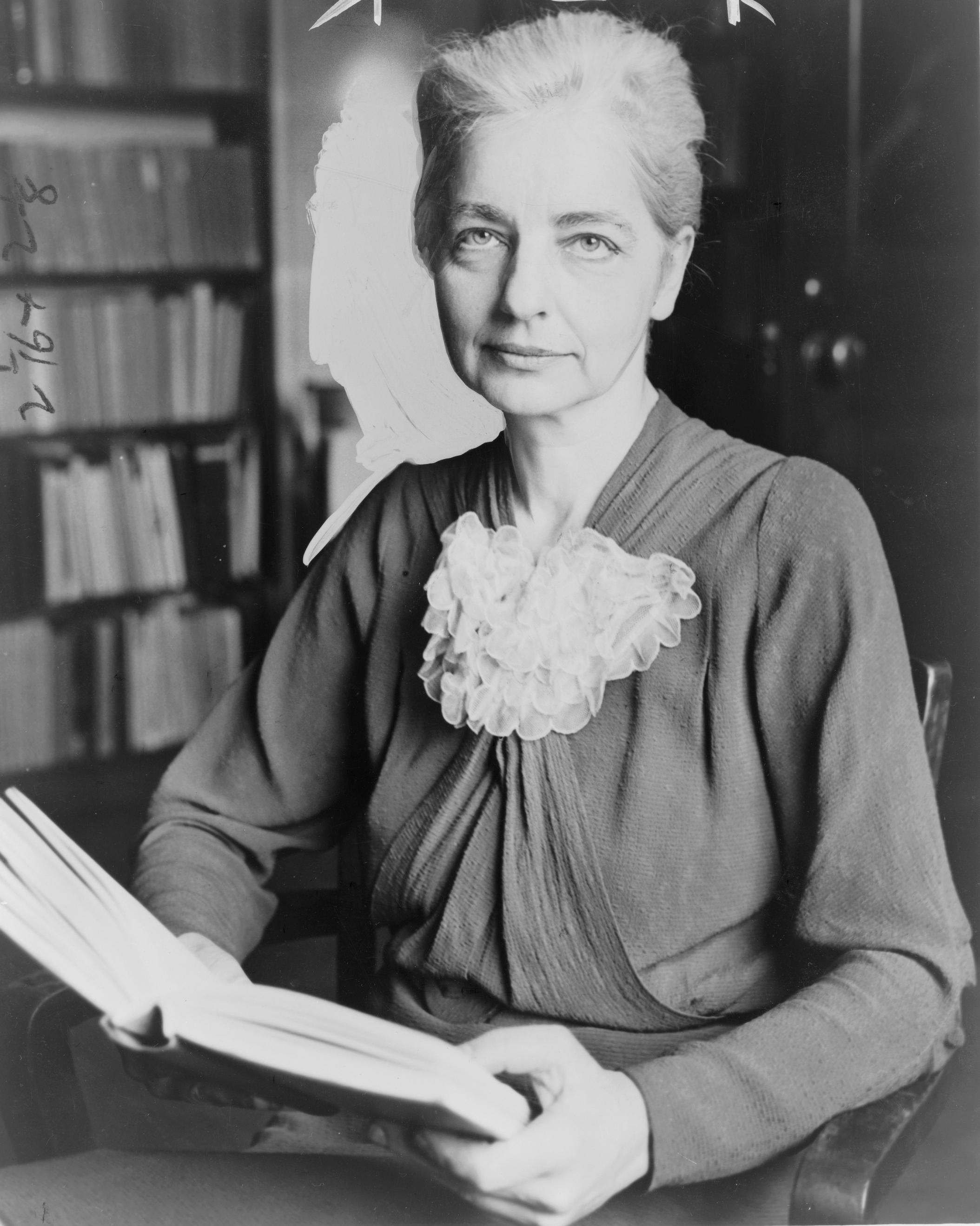
Ruth Benedict en 1937

Los primeros esfuerzos por desarrollar los estudios de antropología se vieron obstaculizados por la inadecuación de los datos. Los eruditos en antropología cultural dependían en gran medida de los informes fragmentarios y a menudo tergiversados de comerciantes, exploradores y misioneros.
A comienzos del siglo XX, los trabajos de Bronislaw Malinowski supusieron una modificación radical en las estrategias de investigación de la antropología social y cultural. Aún sin apartarse de una teoría científica positivista, Malinowski abordó el estudio directo de los pueblos investigados mediante el trabajo de campo etnográfico, sosteniendo que los materiales recopilados por misioneros o legos introducían graves desviaciones y sesgos para el estudio, al interpretar de manera incorrecta el sentido de muchas de las prácticas. La metodología desarrollada por Malinowski en sus investigaciones sobre los nativos de las islas Trobriand (Nueva Guinea) implicaba el traslado del investigador al hábitat de la cultura investigada y la inmersión en sus propios hábitos comunitarios, en la llamada observación participante. Vehementemente defendida por su autor y por Franz Boas, rápidamente se convirtió en el método estándar de la disciplina. Uno de los resultados más importantes obtenidos mediante el método de la observación participante fue la constatación de que hábitos o tradiciones de apariencia similar podían cumplir funciones radicalmente diferentes en culturas distintas, obligando a estudiar detalladamente el contexto y a prescindir de clasificaciones universales.
Es a principios del siglo XX que empiezan a aparecer diferentes escuelas dentro de la antropología. Así existe un cisma entre aquellos que se llaman antropólogos culturales y aquellos que prefieren llamarse antropólogos sociales. La antropología cultural, a partir de la etnología, se gestó en Estados Unidos por influencia de Franz Boas. Mientras que la antropología social se gestó en el Reino Unido por Radcliffe-Brown, a partir de la sociología, influenciado por los escritos de Emile Durkheim.
La publicación del libro de texto de Alfred Kroeber Antropología (1923) marcó un punto de inflexión en la antropología estadounidense. Después de tres décadas de acumular material, los boasianos sintieron una creciente necesidad de generalizar. Esto fue más obvio en los estudios de 'Cultura y personalidad' llevados a cabo por boasianos más jóvenes como Margaret Mead y Ruth Benedict. Influenciados por psicólogos psicoanalíticos, incluidos Sigmund Freud y Carl Jung, estos autores trataron de comprender la forma en que las personalidades individuales se formaron por las fuerzas culturales y sociales más amplias en las que crecieron. Destacan las obras de Mead, Mayoría de edad en Samoa (Coming of Age in Samoa) (1928) y El crisantemo y la espada (The Chrysanthemum and the Sword) (1946), de Benedict.
En los años 1950 y mediados de 1960, la antropología tendió a modelarse cada vez más según las ciencias naturales. Algunos antropólogos, como Lloyd Fallers y Clifford Geertz, se centraron en los procesos de modernización mediante los cuales podrían desarrollarse estados recientemente independientes. Otros, como Julian Steward y Leslie White, se centraron en cómo las sociedades evolucionan y se ajustan a su nicho ecológico, un enfoque popularizado por Marvin Harris.
La antropología económica influenciada por Karl Polanyi y practicada por Marshall Sahlins y George Dalton desafió a la economía neoclásica estándar a tener en cuenta los factores culturales y sociales, y empleó el análisis marxista en el estudio antropológico. En Inglaterra, el paradigma de la antropología social británica comenzó a fragmentarse cuando Max Gluckman y Peter Worsley experimentaron con el marxismo y autores como Rodney Needham y Edmund Leach incorporaron el estructuralismo de Lévi-Strauss en su trabajo.
El estructuralismo también influyó en una serie de desarrollos en las décadas de 1960 y 1970, incluida la antropología cognitiva y el análisis de componentes. De acuerdo con los tiempos, gran parte de la antropología se politizó a través de la guerra de Independencia de Argelia y la oposición a la Guerra de Vietnam. El marxismo se convirtió en un enfoque teórico cada vez más popular en la disciplina. En la década de 1970, los autores de volúmenes como Reinventing Anthropology se preocuparon por la relevancia de la antropología.
Desde la década de 1980, libros como Antropología y el Encuentro colonial reflexionaron sobre los lazos de la antropología con la desigualdad colonial, mientras que la inmensa popularidad de teóricos como Antonio Gramsci y Michel Foucault pusieron los temas de poder y hegemonía en el centro de atención. El género y la sexualidad se convirtieron en temas populares, al igual que la relación entre historia y antropología.
Muchos antropólogos reaccionaron contra el renovado énfasis en el materialismo y el modelo científico derivado de Marx. Autores como David Schneider, Clifford Geertz y Marshall Sahlins desarrollaron un concepto de cultura como una red de significado o significación, que resultó ser muy popular dentro y más allá de la disciplina.
El método interpretativo de Geertz involucraba lo que llamó descripción densa. Los símbolos culturales de los rituales, la acción política y económica, y el parentesco, son "leídos" por el antropólogo como si fueran un documento en un idioma extranjero. La interpretación de esos símbolos debe reformularse para su audiencia antropológica, es decir, transformarse de los conceptos "cercanos a la experiencia" pero extraños de la otra cultura, en los conceptos teóricos "antropológicos" de la experiencia. Estas interpretaciones deben reflejarse luego en sus creadores, y su adecuación como una traducción afinada de manera repetida, un proceso llamado círculo hermenéutico. Geertz aplicó su método en varias áreas, creando programas de estudio que fueron muy productivos. Su análisis de la "religión como sistema cultural" fue particularmente influyente fuera de la antropología.
Los antropólogos simbólicos británicos prominentes incluyen a Victor Turner y Mary Douglas.

### El giro posmoderno
A finales de los años 1980 y 1990, autores como James Clifford reflexionaron sobre la autoridad etnográfica, en particular cómo y por qué el conocimiento antropológico era posible y autoritario. Reflejaban las tendencias en la investigación y el discurso iniciadas por las feministas en la academia, aunque se excusaron de comentar específicamente sobre esas críticas pioneras. Sin embargo, los aspectos clave de la teoría y los métodos feministas se convirtieron de rigor como parte del "momento posmoderno" en antropología: las etnografías se volvieron más interpretativas y reflexivas, abordando explícitamente la metodología de la autora, el posicionamiento cultural, de género y racial, y su influencia en su análisis etnográfico. Esto era parte de una tendencia más general del posmodernismo. Actualmente, los antropólogos prestan atención a una amplia variedad de temas relacionados con el mundo contemporáneo, incluida la globalización, la medicina y la biotecnología, los derechos indígenas, las comunidades virtuales y la antropología de las sociedades industrializadas.
Así pues "En la actualidad, el antropólogo cultural estudia todas las culturas, ya sean de sociedades tribales dedicadas a la cacería y recolección en la selva amazónica o en la sabana africana o de grupos humanos residentes en alguna gran megaciudad. Considera todos los aspectos de una cultura, incluidos los recursos técnicos y económicos utilizados frente al medio natural, los modos de relación con otros hombres o las especiales experiencias religiosas y artísticas. No solo se estudian las actividades correspondientes a los diversos aspectos, sino que revisten especial interés sus relaciones recíprocas, por ejemplo, la relación entre la estructura de la familia y las fuerzas económicas o entre las prácticas religiosas y las agrupaciones sociales".[cita requerida]

## Metodología

### Etnografía
La etnografía es un método de investigación cualitativa de las ciencias sociales para describir e interpretar de manera sistemática la cultura de los diversos grupos humanos o comunidades. Pretende poder descifrar los comportamientos en términos de un sistema de valores y creencias propio de la cultura observada, y captar la mirada desde los propios sujetos sociales. Busca relevar la información en el contexto en el que se produce. Para ello, se realiza trabajo de campo y se utiliza técnicas de recolección de datos como la observación participante y entrevista abierta. La información recogida en el campo se registra en una bitácora o cuaderno de registro.

El trabajo de campo etnográfico es el sello distintivo de la antropología cultural. Ya sea en un pueblo de la selva peruana o en las calles de Nueva York, el antropólogo va a donde vive la gente y “hace trabajo de campo”. Esto significa participar en actividades, hacer preguntas, comer comidas extrañas, aprender un nuevo idioma, ve ceremonias, toma notas de campo, lava ropa, escribir cartas a casa, busca genealogías, observa juegos, entrevista a informantes y cientos de otras cosas. Esta amplia gama de actividades a menudo oscurece la naturaleza de la tarea más fundamental de todo trabajo de campo: hacer etnografía
James Spradley

## El concepto antropológico de cultura
A diferencia del concepto común y corriente donde el término cultura viene a representar toda actividad relacionada al arte y al ocio: }

La cultura es un concepto que a menudo evoca pensamientos de un Monet, una sinfonía de Mozart, o bailarinas en tutús bailando el Lago de los Cisnes. En la cultura popular vernácula a menudo se refiere a las artes. Una persona que es considerada culta tiene conocimiento y es mecenas de las artes
Anthropological Culture Concept

La antropología tiene un concepto de cultura mucho más amplio, la cual se ha visto complejizada por los diversos descubrimientos en diversas ciencias como la primatología, la biología, la etología, la neurociencia, etc.
El primer antropólogo que dio una definición completa de cultura fue Edward B. Tylor quien definió la cultura como "conocimiento, ciencia, arte, moral, leyes, costumbres, y todas las aptitudes y hábitos adquiridos por el hombre en cuanto miembro de la sociedad".

Tylor, haciéndose eco de la idea francesa de que la civilización progresaba de un estado bárbaro hacia " la ciencia, el secularismo y el pensamiento racional" (Beldo 2010), creía que toda la cultura humana pasaba por etapas de desarrollo, siendo la cumbre la de la Inglaterra del siglo XIX. Él creía, como muchos otros de este período de tiempo, que todas las demás culturas eran inherentemente inferiores. Franz Boas, un antropólogo germano-estadounidense, cuestionó el enfoque de Tylor. Se basó en el concepto alemán de kultur, conductas y tradiciones locales y personales, para desarrollar sus ideas sobre la cultura. Boas pensó que las culturas no seguían una progresión lineal como la que propugnaban los evolucionistas culturales como Tylor, sino que se desarrollaban en diferentes direcciones basadas en acontecimientos históricos. Boas tardó años en desarrollar una definición funcional de la cultura, pero es una definición que influye en los antropólogos hasta el día de hoy: la cultura es un sistema integrado de símbolos, ideas y valores que debe ser estudiado como un sistema de trabajo, un todo orgánico. Una manera de pensar sobre la cultura es dividir el concepto en dos categorías distintas: la Gran C y la pequeña c. La Gran C es un concepto general que se puede aplicar a todos los grupos culturales; es la perspectiva antropológica. La pequeña c es la particularidad de un grupo cultural específico.
Kuper 1999:56

¿Qué características tiene la cultura desde el punto de vista antropológico?
1. Es aprendida
2. Es compartida
3. Es simbólica
4. Es integrada
5. Es adaptativa
6. Es ejecutada

La inmensa variedad de sociedades, o para ser más precisos de sistemas socioculturales, que la antropología describe, clasifica y trata de explicar, son adaptaciones a la naturaleza y a otros sistemas socioculturales. «El principio darwiniano de divergencia», que afirma que la diversificación de la estructura permite mayores posibilidades de supervivencia, puede aplicarse también a los sistemas socioculturales. En el transcurso de la evolución, la especie humana desarrolló ciertas características que hicieron posible la aparición de la cultura. La más importante fue la capacidad de simbolizar el lenguaje, que permite la comunicación la conservación y la acumulación de ideas. La diversificación de la cultura, es decir, del mecanismo específicamente humano de adaptación, es lo que ha permitido un incremento cuantitativo de la especie a expensas de las otras formas de la vida biológica. Y la cultura, al pluralizarse, al convertirse a culturas, ha hecho posible la utilización de la gran variedad de recursos existentes en la naturaleza.
Dentro del todo que constituye un sistema sociocultural se pueden distinguir tres aspectos adaptativos:
1. la ecología, que se refiere al grado y modo de adaptación de un sistema con su medio ambiente;
2. la estructura social pues los sistemas socioculturales precisan de cierto ordenamiento institucional para asegurar su funcionamiento;
3. la ideología, que hace referencia al conjunto de hábitos y características mentales destinadas a ajustar a los individuos y grupos a las condiciones ecológicas y estructurales de su vida sociocultural.

El concepto científico de cultura hizo uso desde el principio de ideas de la teoría de la información, de la noción de meme introducida por Richard Dawkins, de los métodos matemáticos desarrolladas en la genética de poblaciones por autores como Luigi Luca Cavalli-Sforza y de los avances en la compresión del cerebro y del aprendizaje. Diversos antropólogos, como William Durham, y filósofos, como Daniel Dennett y Jesús Mosterín, han contribuido decisivamente al desarrollo de la concepción científica de la cultura. Mosterín define la cultura como la información transmitida por aprendizaje social entre animales de la misma especie. Como tal, se contrapone a la naturaleza, es decir, a la información transmitida genéticamente. Si los memes son las unidades o trozos elementales de información adquirida, la cultura actual de un individuo en un momento determinado sería el conjunto de los memes presentes en el cerebro de ese individuo en ese momento. A su vez, la noción vaga de cultura de un grupo social es analizada por Mosterín en varias nociones precisas distintas, definidas todas ellas en función de los memes presentes en los cerebros de los miembros del grupo.

### Subcampos de antropología cultural
- Antropología del arte
- Antropología cognitiva
- Antropología del desarrollo
- Antropología ecológica
- Antropología económica
- Antropología de género y sexualidad
- Antropología histórica
- Parentesco y familia
- Antropología legal
- Antropología de los medios
- Antropología médica
- Antropología política
- Antropología psicológica
- Antropología pública
- Antropología de la religión
- Antropología Cyborg
- Antropología transpersonal
- Antropología urbana
- Antropología visual
- Antropología del ciberespacio o ciberantropología